# 約翰遜鎮區 (密蘇里州俄勒岡縣)
約翰遜鎮區（英語：Johnson Township）是位於美國密蘇里州俄勒岡縣的一個行政鎮區。

## 地方資料
約翰遜鎮區的面積為78.83平方千米，當中陸地面積為78.63平方千米，而水域面積為0.19平方千米。根據2020年美國人口普查的數據，當地共有人口212人，而人口密度為每平方千米2.69人。